# Pyrgomorphella carinulata
Pyrgomorphella carinulata är en insektsart som beskrevs av Kevan, D.K.M. 1956. Pyrgomorphella carinulata ingår i släktet Pyrgomorphella och familjen Pyrgomorphidae. Inga underarter finns listade i Catalogue of Life.